# Federico Crema
Federico Crema (Concordia sulla Secchia, 1814 – Roma, 20 dicembre 1884) è stato un medico, patriota e politico italiano.

## Biografia
Figlio del sindaco di Concordia Sigismondo Crema, all'età di 16 anni partecipò ai moti del 1830-1831 nella battaglia di Novi, attaccando i Dragoni estensi e il Duca di Modena che stava rientrando a Modena. Dopo la ritirata, insieme ai fratelli Gaetano e Luigi, seguì il generale Carlo Zucchi fino al porto di Ancona, imbarcandosi poi per la Francia. Nel 1836 si laureò in medicina e chirurgia presso l'università di Montpellier.
Ritornò a Concordia nel 1848, prendendo parte alla battaglia di Custoza nella prima guerra d'indipendenza e promuovendo l'unione del Ducato di Modena al Regno di Sardegna.
Il 20 agosto 1859 viene eletto nel collegio di Concordia, insieme al fratello Luigi, alle elezioni per i rappresentanti del popolo all'Assemblea Nazionale delle provincie modenesi, dove venne decretato che "Francesco V d'Austria-Este è decaduto dalla sovranità degli stati modenesi", oltre all'annessione delle province modenesi al "Regno monarchico costituzionale della gloriosa casa di Savoia sotto lo scettro del magnanimo Re Vittorio Emanuele II". Successivamente al Plebiscito delle provincie dell'Emilia dell'11-12 marzo 1860, il 24 marzo venne eletto per la VII legislatura del Regno di Sardegna nel collegio elettorale di Concordia (provincia di Modena), dopo il ballottaggio con l'altro candidato Geminiano Grimelli.